# Daan Brandenburg
Daan Brandenburg (* 14. November 1987 in Lelystad) ist ein niederländischer Schachgroßmeister.
Seit Januar 2007 trägt er den Titel Internationaler Meister. Die Normen hierfür erzielte er beim Stork Young Master 2005 in Hengelo, beim 14. Internationalen Nikaia Open, welches 2006 unter dem Motto Honour to National Resistance in Nikea (Attika) stattfand (mit Übererfüllung) sowie bei der EU-Einzelmeisterschaft 2006 in Liverpool. Großmeister ist er seit Juni 2011. Seine erste GM-Norm machte er auf dem Dutch Open in Dieren im August 2007, die zweite bei seinem vierten Platz, punktgleich mit dem Sieger Dejan Boschkow, in der A-Gruppe des Schaakfestivals in Groningen im Dezember 2010 und die dritte beim Schackstudion GM-Turnier im schwedischen Lund.
In den Niederlanden spielt er für den Schaakclub Groningen, mit dem er die niederländische Meisterschaft 2006/07 gewann. In Deutschland spielte er von 2007 bis 2012 beim SK Turm Emsdetten, zuerst eine Saison in der 2. Bundesliga West und nach dem Aufstieg in der deutschen 1. Bundesliga.